# ميخالوفيتش ليولكا
ميخالوفيتش ليولكا: (1908–1984), (الأوكرانية: Архип Михайлович Люлька, روسي: Архи́п Миха́йлович Лю́лька) سوفيتي الجنسية أوكراني الأصل، عالم ومصمم محركات نفاثة، ورئيس مكتب ليولكا للتصاميم والاختبارات، وعضو في أكاديمية العلوم السوفيتية.

## السيرة الذاتية
ولد ميخالوفيتش ليولكا في 23 مارس 1908 في قرية سافاركا في كييف أوبلاست في أوكرانيا. تلقى تعليمه في مدرسة القرية، وتخرج من معهد الفنون التطبيقية في كييف (KPI) عام 1931 (ميخائيل كرافتشوك كان أستاذه ومعلمه الاجتماعي). ثم عمل لمدة عامين في مصنع خاركوف.
عمل ليولكا في مكاتب تصميم المحركات في الاتحاد السوفيتي من 1938 حتى عقد التسعينات عندما تم دمج اقسام التصميم والتصنيع في المكتب مع شركة ان بي او ساتورن والتي يوجد مقرها في رايبانسك. وتعود جذور مكتب ليولكا للتصاميم إلي معهد خاركوف للطيران (Kharkov Aviation Institute) حيث أتم ليولكا العمل مع فريق تصميم (AGREGAT Tsentralnovo Nadduva - شحان مركزية) ATsN التثبيت على Petlyakov بي-8 الانتحاري. كان ليولكا المسؤول عن تصميم أول محركات توربينات الغاز السوفيتي، مفضلا الابتعاد عن نسخ معدات الألمانية القبض عليه، نجح في إنتاج محركات نمت المنزل.
في الفترة ما بين عامي 1939-1941، وضع ليولكا تصميم لأول طائرة مزدوجة المحركات (turbofan) في العالم، وحصل على براءة اختراع لهذا التصميم الجديد في 22 أبريل 1941. وبالرغم من أن العديد من نماذج المحركات قد بنيت وجاهزة لإجراء الاختبارات والفحوص الرسمية عليها، الا ان ليولكا أجبر على التخلي عن أعماله وتم إجلائه إلى جبال الاورال بسبب ما عرف باسم الحرب الوطنية العظمى والتي بدأت مع الغزو النازي للاتحاد السوفيتي.
في الفترة ما بين عامي 1941-1942، عمل ليولكا في مصنع دبابات في تشيليابينسك كمهندس محركات ديزل. وبعد وقوع الكارثة لمشروع المحرك الصاروخي السوفيتي في عام 1942، الا ان جوزيف ستالين قام باستدعاء ميخالوفيتش ليولكا مع علماء آخرين كانوا يعملون على مشاريع وابحاث المحركات النفاثة لاستئناف أعمالهم في موسكو.
وابتدأ من عام 1945، تم تطوير مشروع المحرك النفاث السوفيتي اعتمادا على طريقتين، الأولى يستند تطويرها للمحرك النفاث اعتمادا على التكنولوجيا الغربية المأخوذة من الطائرات الألمانية والتي تم الحصول عليها كغنائم حرب بعد انتهاء الحرب العالمية الثانية وتقودها ميكويان. والأخرى يقودها ليولكا بعد رفضه لأي وجود أو نفوذ أجنبي في برامج التطوير، واستمر في أبحاثه الخاصة. حيث قام في في الفترة ما بين عامي 1945 و1947 بتصميم المحرك تي ار 1 (TR-1) والذي يعتبر أول محرك طائرة سوفيتي الصنع، وقد أجتاز محرك تي ار 1 سلسلة من الاختبارات الرسمية بنجاح. وعلى الفور أقترح بافل سوخوي رئيس ومؤسس مكتب تصميم سوخوي، بأن يتم تركيب المحرك الجديد على طائرته من طراز سوخوي سو-11، وتكون بداية عمل وتعاون مثمر وطويل مع ليولكا.
بعد ذلك قام ليولكا بتصميم محركات:
- ليولكا إيه.إل-5 (AL-5)
- ليولكا إيه.إل-7 (AL-7)
- ليولكا إيه.إل-21 (AL-21)

وتم استخدام تلك المحركات النفاثة وثبتت على عدد من الطائرات منها: سوخوي سو-7، سوخوي سو-17، سوخوي سو-20، سوخوي سو-24، ومن طراز ميج 23 أضافة الي طائرات عسكرية سوفيتية أخرى. كما قام ليولكا بتصميم محركات المرحلة العليا للصاروخ السوفيتي القمر N1.
في السبعينيات، طلب بافل سوخوي من ليولكا بتصميم محرك جديد مع خصائص غير تقليدية لتثبيته على الطائرة المستقبلية سوخوي سو-27. وقد قبل ليولكا اتخاذ هذا التحدي، وعلى الرغم أن بافل سوخوي قد توفي في عام 1974، تم تنفيذ ما اراد من قبل خلفائه وزملائه، بما فيهم ليولكا. وبدأ واضحا أن الصعوبة الأساسية في تصميم هذه الطائرة تكمن في المحركات، والتي كان لا بد من إعادة تصميمها ورفع مستواها. ونتيجة العمل المكثف من قبا ميخالوفيتش ليولكا وفريقه، فأن العمل على المحرك الجديد والمسمى إيه ال-31 اف (Al-31F) قد أنجز، وتم ذلك في بداية الثمانينات.
للأسف، فقد توفي ميخالوفيتش ليولكا في 2 يونيو 1984، وربما كانت وفاته لاستنفاذ قدراته وجهدة في التزامه بهذا المشروع.

## إنجازات
وعموما، أصبحت إنجازات ميخالوفيتش ليولكا حاسمه لروسيا وحلفائها حتى يومنا هذا. وبراءات الاختراع ليولكا والخاصة باستخدام الطائرات لمحركات توربينية ثنائية مازالت تستخدم على نطاق واسع في جميع قطاعات الطيران في العالم. ولقد أصبح محركه من طراز إيه ال-31 اف (Al-31F) هو حجر الزاوية للتطورات الدولية المختلفة في القطاعين المدني والعسكري. وتضطلع الآن شركة ان بي او ساتورن وهي الوريث لمكتب ليولكا للتصماميم والاختبارات.

## محركات
ملخص بمحركات / المصممة من قبل ليولكا
| اسم النموذج      | التاريخ | النوع                                                      | الدفع (kg) / Power (eshp)           | مثبتة على                                                                                   |
| ---------------- | ------- | ---------------------------------------------------------- | ----------------------------------- | ------------------------------------------------------------------------------------------- |
| RTD-1/VDR-2      | 1938    | مرحلتين الطرد المركزي نفاث ضاغط Turbojet                   | يقدر ب 500 كجم                      | اختبار سريرا فقط                                                                            |
| S-18/VDR-3       | 1945    | Axial flow compressor Turbojet                             | 1,250 kg                            | Gu-VRD project                                                                              |
| TR-1             | 1946    | محركات نفّاث توربيني مع ضاغط تدفق و 8 مراحل محورية Turbojet | 1,300 kg                            | الكسييف I-21 ,اليوشن ايل 22 ، سوخوي سو 10 ، سوخوي سو 11                                     |
| TR-1A            | 1947    | محركات نفّاث توربيني مع ضاغط تدفق و 8 مراحل محورية          | 1,500 kg                            |                                                                                             |
| TR-2             | 1947    |                                                            |                                     | projected growth version of TR-1                                                            |
| TR-3 and AL-5    | 1949    | محركات نفّاث توربيني مع ضاغط تدفق و 7 مراحل محورية          | 4,600 kg (at qualification in 1950) | Il-30، ايل 46، افوتشكين طائرة 190 , توبوليف 86، ياك-1000 , سوخوي سو-17(1949), "الطائرة 150" |
| TR-7             | 1950s   | supersonic compressor prototype of the AL-7                |                                     | Prototype for AL-7                                                                          |
| إيه.إل-7         | 1954    | محركات نفّاث توربيني مع ضاغط تدفق و 9 مراحل محورية          | 6,500 kg                            | إليوشن إي أل-54، سوخوي سو-7، تو-98                                                          |
| إيه.إل-21        | 1961    | 14-stage Axial compressor with variable stator blades      | 11,000 kg                           | ياك-38، تو-28، سوخوي سو-17، سوخوي سو-24                                                     |
| ساتورن إيه إل-31 | 1976    | Twin-spool Turbofan 0.6 bypass ratio.                      | 13,300 kg                           | سوخوي سو-27، سوخوي سو-30، سوخوي سو-34، سوخوي سو-35، سوخوي سو-47                             |

## جوائز
- عضو في أكاديمية العلوم السوفيتية (منذ 1960)
- بطل العمل الاشتراكي (1957)
- جائزة لينين (1976)
- وسام لينين (في 3 مناسبات)
- أجل ثورة أكتوبر
- بأمر من الراية الحمراء من العمل (في مناسبات 2)

## وصلات خارجية
- http://www.ctrl-c.liu.se/misc/ram/